# Manolo Lohnes
Manolo Lohnes, eigentlich Hans-Herbert Lohnes (* 12. Dezember 1943 in Freiburg im Breisgau), ist ein deutscher Flamenco-Gitarrist.

## Leben
Hans-Herbert Lohnes begann im Alter von 16 Jahren das Erlernen des Gitarrespiels. Er verschrieb sich schon damals der Volkskunst Andalusiens sowie der spanischen Kultur und der Geschichte. Drei Jahre studierte er bei Kurt Gudian klassische Gitarre. Immer wieder lebte er in Spanien und arbeitet dort mit Sängern, Tänzern und Gitarristen zusammen.
Anlässlich seiner Konzerte tourte Manolo Lohnes, wie er sich als Künstler nennt, durch Europa und die Vereinigten Staaten und war bei zahlreichen Rundfunk- und Fernsehsendungen zu Gast. Beispielsweise begleitete er Paco de Lucía auf dessen erster Europatournee. Mit Hauptwohnsitz lebt er im Ortsbezirk Mainz-Bretzenheim. In Mainz betreibt er auch ein Flamenco-Studio, das seit 1970 mit dem Mainzer Buchhändler Christof Jung – ebenfalls ein ausgewiesener Flamenco-Experte – einige Jahre lang für bibliophile Veröffentlichungen wie Nanas. Wiegenlieder aus Spanien., Rejelendres Calós. Sprichwörter spanischer Zigeuner., Wortliste des Dialekts der spanischen Zigeuner. oder Die Interpreten des Cante Flamenco. verantwortlich zeichnete.
Anlässlich der Verleihung der Gutenberg-Medaille durch den Mainzer Oberbürgermeister Michael Ebling begleitete er im Stadthistorischen Museum die Adventslesungen der Kinderbuchautorin Helga Höfle. Ebling erwähnte in diesem Rahmen: „Dass wir hier in Mainz – zumindest im Herzen – halbe Spanier sind, verdanken wir nicht nur unserer langjährigen Städtepartnerschaft mit Valencia, sondern vor allem einem Mainzer Gitarristen, der uns seit einem halben Jahrhundert mit spanischer Musik begeistert.“ Mit einem kleinen Augenzwinkern erkannte in diesem Rahmen auch Lohnes’ Engagement für die Bemühungen für den Erhalt der Erinnerung an das alte Mainz an.
2011 schrieb das Mainzer Forum-Theater „unterhaus“: „Immer, wenn es zwischen den ‚Poli(t)zisten‘ mal wieder so richtig krachte und im Keller am Gutenbergplatz ‚Not am Mann‘ war, steht in der unterhaus-Chronik: ‚Erste Gastspiele befreundeter Künstler waren die Lösung.‘ Dann war natürlich er dabei: Manolo Lohnes, den die unterhäusler auf der Burg Waldeck kennengelernt hatten. Schlägt man ein Waldeck-Uralt-Programmheft auf, findet man verzeichnet: Hans-Herbert Lohnes, geboren 1943 in Freiburg/Breisgau, Student der Rechtswissenschaften in Frankfurt/Main. Aus Hans-Herbert wird Manolo, aus dem Jungen, der erst mit 16 Jahren angefangen hat, Gitarre zu lernen, wird die Ausnahmeerscheinung in der Republik, ein Monopolist auf dem Gebiet des mitteleuropäischen Flamenco, ein deutscher ‚Spanier‘, der grandios, mit technischer Präzision, rhythmischem Einfühlungsvermögen und immensem feeling, (Flamenco)Gitarre spielt, komponiert, arrangiert.“

## Diskografie
Alben
- 1970: El Flamenco Fenómeno (Intercord/Xenophon)
- 1971: Weiss & Violett (Intercord/Xenophon)
- 1974: Fantasía On Guitar (Intercord/Xenophon)<
- 1975: Flamenco Gitarre In Concert (live) (Intercord/Xenophon)
- 1975: Chanson & Folk Supersession Volume 1 (Intercord/Xenophon)
- 1975: Chanson & Folk Supersession Volume 2 (Intercord/Xenophon)
- 1978: Musik Joker Präsentiert: Folk `78 (Intercord)
- 1978: Sentimientos (Livemitschnitt aus dem unterhaus 10.–13. März 1978) (Intercord/Xenophon)
- 1979: Starportrait (Intercord/Xenophon)
- 1983: Lyrik & Gitarre (Edition Venceremos, aufgenommen im SWF-Studio Mainz; Sprecher: Kurt Sigel)

Kompilationen
- 1967: Burg Waldeck Festival 1967 – Chanson Folklore International (live) (Intercord/Xenophon; CD (remastered) 2004, Studio Wedemark)
- 1973: Song Festival `73 Ludwigshafen (pläne)
- 1975: Acoustic Guitar Scene (Doppel-LP, Intercord/Xenophon; CD (remastered) 1992, Bell)
- 1975: Alle Kinder dieser Erde (Lahn-Verlag)
- 1975 Chanson & Folk Supersession (Xenophon)
- 1979: Acoustic Guitar Festival (Doppel-LP, Intercord/Xenophon; CD (remastered) 2003, Bell/Xenophon)
- 1980: Ein Folkfest für Terre des Hommes (Edition Venceremos)
- 2008: Goldene Instrumental Hits (Bell)

## Auszeichnungen
Lohnes wurde mit dem Mainzer Pfennig für Verdienste im kulturellen Leben der Stadt Mainz ausgezeichnet und erhielt unter anderem folgende Auszeichnungen:
- 1967: 2. Preis bei einem ZDF-Wettbewerb[3]
- 1968: 1. Preis beim Festival Européen[3]
- 2013: Gutenberg-Medaille

## Veröffentlichungen
- Anmerkungen zu historisch bedingten Einflüssen im Flamenco. In: Flamenco-Mitteilungsblatt. 9/10, Mainz 1975.